# Castello di Monte Palero
Das Castello di Monte Palero, auch Castello di Monte Palerio oder Castello di Monte Pallero, ist eine abgegangene mittelalterliche Niederungsburg in der Nähe von San Vitale Baganza, einem Ortsteil von Sala Baganza in der italienischen Region Emilia-Romagna.

## Geschichte
Die Burg wurde 1196 im Auftrag der Markgrafen Pallavicini auf den Resten eines befestigten Kerns von byzantinischem Ursprung erbaut.
1249 investierte der Kaiser des Heiligen Römischen Reiches, Friedrich II., Oberto II. Pallavicino in dieses Lehen und zahlreiche andere Lehen in der Provinz Parma. Als befestigter Vorposten wurde auf dem Monte Bastia, nordöstlich des Monte Palero, der sogenannte Torre del Boriano, ein großes festes Haus in Stein, errichtet.
Dennoch nahmen die guelfischen Truppen der Stadt Parma unter der Führung von Capitano del Popolo Jacopo della Porta das Castello di Monte Palero unter Belagerung, waren aber wegen widriger Wetterverhältnisse gezwungen, sich zurückzuziehen. Im folgenden Jahr schritten sie erneut zum Angriff und es gelang ihnen, die Burg einzunehmen.
1295 zerstörten die Truppen von Parma die Burg und zwei Jahre später erklärte die Stadt, dass sie nicht gedenke, dort wieder irgendeine Befestigung aufzubauen.
1348, nach dem Tod des Markgrafen Manfredino Pallavicino erbte dessen Sohn Donnino die Burgen von Ravarano, Parola und Zibello und darüber hinaus die angrenzenden Territorien.
1395 bestätigte der römisch deutsche König Wenzel dem Markgrafen Niccolò Pallavicino seine Privilegien an den Lehen von Busseto, Borgo San Donnino, Solignano, Ravarano, Monte Palero, Tabiano, Bargone, Serravalle, Pietramogolana, Parola, Castelvecchio di Soragna und Soragna.
1405, nach der Eroberung des Castello di Pariano durch Giacomo und Ottobuono Terzi besetzte der Bischof Giacomo de’ Rossi, dem schon das benachbarte Lehen Neviano gehörte, mit seinen Truppen das Castello di Monte Palero, wo er eine Verteidigungsfestung namens „Castel Palerio“ errichten ließ, von der im folgenden Jahr eine Verschwörung gegen Giacomo de’ Terzi ausging, die aber fehlschlug.
Dennoch wurde das Gebäude, das von Siedlern bewohnt war, einige Jahre später aufgegeben, als die Rossis gezwungen waren, Monte Palero an die Pallavicini zurückzugeben. 1441 überzeugte Niccolò Piccinino Filippo Maria Visconti von der Verschwörung von Rolando il Magnifico und ließ sich beauftragen, den Stato Pallavicino zu erobern. Der Markgraf war zur Flucht gezwungen und alle seine Besitzungen wurden vom Herzog von Mailand konfisziert, der 1442 das Lehen Monte Palero und zahlreiche weiter in der Provinz Parma, wie Solignano, Sant’Andrea, Taro, Miano, Varano Marchesi, Banzola, Visiano, Cella, Tabiano, Monte Manulo, Bargone, Gallinella und Felegara, an den Condottiere vergab.
Nach einigen Jahren wurde das Lehen den Pallavicini wieder zurückgegeben, aber später von der herzoglichen Liegenschaftsverwaltung in Parma wieder eingezogen, die es 1631 zusammen mit dem benachbarten Neviano an den Markgrafen Marcello Prati verlehnte. Ebenfalls im 17. Jahrhundert wurde dagegen der befestigte Vorposten Torre del Boriano an die Borianis verkauft, die ursprünglich aus Piacenza stammten.
Später wurden die Grafen Bondani in das Lehen von Monte Palero investiert; sie behielten es bis zur Abschaffung der Feudalrechte im Herzogtum Parma und Piacenza durch Napoleon im Jahre 1805. Bereits zur Zeit der Rossis gab es nur noch Ruinen von der Burg, auf denen Anfang des 20. Jahrhunderts einige landwirtschaftliche und Wohngebäude errichtet und nach 1970 erneut verändert wurden.